# Ambassade van Oekraïne in Oostenrijk
De ambassade van Oekraïne in Oostenrijk is de vertegenwoordiging van Oekraïne in de Oostenrijkse hoofdstad Wenen. De ambassade werd geopend op 3 april 1992. 
In de steden Graz en Linz heeft de ambassade nog consulaten ter diplomatieke ondersteuning.

## Ambassadeurs
- Yurii V. Kostenko, 1992–1994
- Nikolai Petrovich Makarevich, 1994–1999
- Volodymyr Ohryzko, 1999–2004
- Volodymyr Yelchenko, 2005–2007
- Cornobrivko Jevjen Mikolaiovyc, 2008–2010
- Berezni Andrij Viktorovic, 2010–2014
- Serba Alexander Vasiljevic, 2014–